# Chiến dịch Commando Fury
Chiến dịch Commando Fury là chiến dịch quân sự kéo dài bốn ngày của Afghanistan chống lại Taliban ở tỉnh Kapisa. Chiến dịch tỏ ra thành công khi tiêu diệt được sáu phiến quân và bắt giữ sáu tên khác làm tù binh.

## Diễn biến

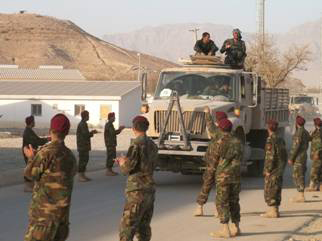
Binh lính Afghanistan trở về căn cứ sau chiến dịch.

Vào rạng sáng ngày 10 tháng 11 năm 2007, ba mươi lính biệt kích từ Đại đội 3 Afghanistan, Biệt kích số 1 Kandak đã tiến hành một cuộc không kích từ năm trực thăng của Liên quân vào một khu nhà của Taliban ở làng Mollakheyl. Toán biệt kích đã bắt được sáu phần tử nổi dậy bên trong khu nhà này. Sau khi chiếm được khu nhà, toán biệt kích bị quân nổi dậy bao vây. Sử dụng các tay súng bắn tỉa và không yểm tầm gần của Liên quân, họ mới có thể thoát ra khỏi khu nhà và tiếp tục chiến dịch.
Quân lực Quốc gia Afghanistan và Cảnh sát Quốc gia Afghanistan đã hỗ trợ toán biệt kích trong chiến dịch này. Họ cắt đứt được đường rút lui của Taliban và bảo vệ các ngôi làng khác.
Không có thương vong nào của người Afghanistan, Liên quân hoặc dân thường theo như báo cáo và chiến dịch được coi là thành công vì nó đã phá vỡ thế gọng kìm của Taliban ở Thung lũng Tagab.